# Англо-бирманцы
Англо-бирманцы (англ. Anglo-Burmese people, Anglo-Burmans; бирм. ဘော့စ်, боси) — этническая группа смешанного происхождения, произошедшая в результате браков (чаще всего временных) британских и европейских мужчин с бирманскими женщинами в период колониального владычества Британии над Бирмой с 1826 года по 1948 год, когда эта страна получила независимость. «Англо-бирманцами» называют также потомков от британских и европейских мужчин с женщинами из прочих национальных меньшинств Бирмы (шанок, каренок, монок, китаянок). После 1937 этот термин был распространен также на англо-индийцев, проживавших в Бирме. Точная численность англо-бирманцев в настоящее время не поддается оценке ввиду того, что многие из них скрывают своё смешанное происхождение с целью избежать дискриминации со стороны бирманского большинства.
Дискриминация англо-бирманцев особенно усилилась после военного переворота 1962 года, когда к власти пришла националистически настроенная военная хунта. Из-за этого многие из англо-бирманцев покинули страну, а из оставшихся большинство стали скрывать своё европейское происхождение, перейдя в буддизм и взяв бирманские имена.

## Период британского правления (1826—1941)
В ходе трёх англо-бирманских войн Бирма терпела постоянные поражения от британских войск, постепенно утрачивая территории и попадая в усиливающуюся зависимость от Великобритании. После поражения бирманских войск в третьей англо-бирманской войне столица королевства Мандалай была занята британскими войсками, независимое бирманское государство было уничтожено и Бирма (1 января 1886 года) манифестом вице-короля Индии была объявлена составной частью Британской империи.
После превращения страны в обычную британскую колонию в Бирму стали прибывать в большом количестве британские поселенцы, смешиваясь с бирманцами и другими местными этническими группами. Согласно некоторым сообщениям, в этот период численность европейского населения в Бирме превышала таковую в Индии. Эти поселенцы, как правило, мужчины, часто брали бирманских женщин в качестве «временных» жен, чаще всего оставляя их и своё потомство от временных браков после завершения срока своей службы в Бирме. В этом отношении их поведение не отличалось от поведения французских и испанских поселенцев в колониях, что приближало практику «временных браков» к пласажу. Вместе с тем имели место и настоящие законные браки британских мужчин с бирманскими женщинами.
Часто после завершения «временных браков» европейский отец оставлял денежные суммы на содержание своих детей. Иногда детей отбирали у матерей и помещали в монастырские школы, управляемые европейскими миссионерами, где их отрывали от бирманской культуры и воспитывали в христианской вере. Впоследствии «временные браки», особенно между бирманскими женщинами и британскими мужчинами, стали серьёзной проблемой в движении за независимость Бирмы, так как многие бирманские патриоты считали эту практику оскорбительной для национального достоинства страны.

## Период японской оккупации (1942—1945)
К началу второй мировой войны англо-бирманцы занимали довольно привилегированное положение по сравнению с коренным населением страны, служа в государственном и административном аппарате, прежде всего на железных дорогах. Из-за своей лояльности к британским властям они испытывали понятный страх перед вторжением японцев и их возможным правлением. В начале войны небольшая часть англо-бирманцев, будучи государственными служащими, смогла эвакуироваться в Индию вместе с британцами, подавляющее же большинство бежавших выехало самостоятельно. Другая часть англо-бирманцев продолжала исполнять свои должности, пока японцы не захватили всю Бирму и бежать уже стало поздно.
В колониальный период многие англо-бирманцы проживали в городе Мемьо. Когда японцы оккупировали страну, они захватили там многих из них и заключили в концентрационные лагеря из страха перед их лояльностью к британским властям. Однако часть англо-бирманцев, внешне мало отличавшихся от коренного населения, смогла избежать этой участи благодаря помощи бирманских друзей и родственников, укрывавших их от японцев. После войны многие из спасенных таким образом англо-бирманцев отказались возвращать свои европейские имена и одежду в знак благодарности к бирманскому народу. Менее удачливые англо-бирманцы оказались в японских концентрационных лагерях, в то время как другие, особенно англо-бирманские женщины, были вынуждены против своей воли стать слугами и наложницами японцев.
В 1944 году колониальное правительство Бирмы в изгнании собралось в индийском городе Симле. Среди присутствовавших были губернатор Бирмы, сэр Реджинальд Дорман Смит, вместе с англо-бирманскими лидерами (в том числе с Джеймсом Баррингтоном, ставшим первым послом независимой Бирмы в США и Канаде), чтобы обсудить послевоенное будущее Бирмы и будущий статус англо-бирманской общины. После поражения Японии большинство англо-бирманцев, бежавших в Индию, вернулись в страну.

### Конференция 1944 года в Симле
Сэр Реджинальд Дорман-Смит, губернатор Бирмы в изгнании, в 1944 встретился лидерами англо-бирманцев лидеров в Симле в 1944 году, где находилось правительство Бирмы в изгнании во время войны, чтобы обсудить послевоенное будущее англо-бирманской общины. Одним из результатов конференции было заверение англо-бирманской общине в том, что им будет разрешено сохранять свою свободу вероисповедания и право исповедовать свою религию, свободу продолжать свои собственные обычаи и использовать свой английский язык в послевоенной независимой Бирме. В Учредительном собрании 1947 года англо-бирманцы должны были получить четыре зарезервированных для них депутатских места в новом парламенте независимой Бирмы.

## Известные деятели англо-бирманского происхождения
- Ричард Бекинсейл, английский актёр театра, кино и телевидения.
- Зулейха Робинсон, британская актриса.
- Кейт Бекинсейл, британская актриса.
- Мелани Сайкс, английская журналистка, телеведущая, актриса и фотомодель.
- Мьин Мьин Кхин, бирманская актриса и певица, пятикратный лауреат премии национальной киноакадемии.
- Хелен, актриса Болливуда.

## Англо-бирманцы в литературе
Сожительство британских колониальных служащих и бирманских женщин упоминается в романе «Дни в Бирме» (англ. Burmese Days) Джорджа Оруэлла, изданном в 1934 году издательством «Harper & Brothers» в США (британское издание с некоторыми измененными именами появилось в 1935 году).